# Senostoma modestum
Senostoma modestum là một loài ruồi trong họ Tachinidae.